# Серафим (Александров)
Митрополит Серафим (в миру Дмитрий Александрович Александров; 19 (31) октября 1867, село Никитино, Симбирская губерния — 2 декабря 1937, Кокчетав) — епископ Русской православной церкви, митрополит Казанский и Свияжский.

## Биография
Родился 19 октября 1867 года в семье чиновника.
Окончил Саратовское духовное училище и Саратовскую духовную семинарию (1889). Участвовал в полемике со старообрядцами. С сентября 1889 года — помощник саратовского епархиального миссионера при Братстве Святого Креста.
По вступлении в брак в 1890 году рукоположён во диакона. В 1891 году рукоположён во священника к Михаило-Архангельскому храму в селе Широкий Буерак Хвалынского уезда.
С 1894 года — самарский епархиальный миссионер.
Организатор первых в России епархиальных миссионерских курсов (1897), составитель популярного пособия для бесед со старообрядцами, участник ежегодных встреч с ними на Нижегородской ярмарке, член Самарского епархиального училищного совета (1901), благочинный единоверческих храмов (1903).
В 1906 году член 4-го отдела Предсоборного присутствия.
В 1908 году делегат IV Всероссийского миссионерского съезда.
С марта 1909 года настоятель витебского Рынково-Воскресенского храма, сверхштатный член Полоцкой духовной консистории.
С 1910 года оренбургский епархиальный противораскольнический миссионер.
С 1911 года протоиерей. В 1912 году делегат I Всероссийского единоверческого съезда. В 1913 году овдовел, дети: Маргарита, Владимир.
14 декабря 1914 года в Оренбурге хиротонисан во епископа Кустанайского, второго викария Оренбургской епархии. Хиротонию совершили епископ Оренбургский Мефодий (Герасимов) и викарный епископ Дионисий (Прозоровский). С 1915 года редактор неофициальной части «Оренбургских епархиальных ведомостей».
С 24 марта 1916 года — епископ Челябинский, первый викарий Оренбургской епархии. В июне 1916 года участвовал в торжествах канонизации митрополита Иоанна Тобольского.
С марта по ноябрь 1917 года временно управлял Екатеринбургской епархией вместо уволенного Временным правительством епископа Серафима (Голубятникова), отказавшегося признать Февральскую революцию.
Член Поместного собора 1917—1918 годов в Москве, участвовал во всех трёх сессиях, секретарь Соборного епископского совещания, заместитель председателя IX и X, член II, III, IV, V, VII, XVII отделов. Во время обсуждения вопроса, «кто должен стоять во главе епархии — епархиальный собор или епархиальный архиерей» стал глашатаем «консерваторов», отстаивавшим первый вариант, однако оговорился, что не ратовал за единоличное управление епископа: должно быть единое соборное начало, но во главе этого соборного управления стоит епископ «как носитель божественной власти и силы, но власти, не господства, „не яко обладающе“, но власти — проявляющейся в пастырско-отеческом руководстве решительно всею жизнью Поместной Церкви, при содействии ему в том клира и мирян».
С 19 марта 1918 года — епископ Полоцкий и Витебский.
22 апреля 1918 года был назначен епископом Старицким, викарием Тверской епархии.
С сентября 1918 года — временный управляющий Тверской епархией. С 1919 года — епископ Тверской и Кашинский.
В 1920 году арестован Тверской ГубЧК, через несколько дней отпущен.
С 1920 года — член Священного синода.
4 апреля 1922 года в Москве был арестован за «сопротивление изъятию церковных ценностей» и помещён во внутреннюю тюрьму ГПУ, а с июня 1922 года по февраль 1923 года находился в Бутырской тюрьме. После освобождения проживал в Москве без права выезда в Тверскую епархию.
В 1922 году возведён в сан архиепископа. Согласно воспоминаниям епископа Геврасия (Малинина), в сентябре 1923 года в Донском монастыре произошло совещание по вопросам переговоров и сближения с обновленцами и подготовки совместного Поместного собора, на котором присутствовало 27 «тихоновских» епископов и ближайшее окружение патриарха Тихона, на котором архиепископ Серафим убеждал всех, что ради необходимого мира с обновленцами придётся пойти на их условия, чтобы Патриарх сам отказался от Патриаршества, а обновленцы, якобы, потом восстановят его в «сущем сане». В конце своего доклада архиепископ Серафим заявил, что «очень желательно было бы присутствие на этом совещании архиепископа Феодора (Поздеевского), как авторитетного учёного и популярного в Москве святителя».
Был известен своими частыми и последовательными контактами с ГПУ. На этот факт указывал митрополит Петр (Полянский); в письме 14 января 1926 года Евгению Тучкову он писал, что частые посещения митрополитом Серафимом ГПУ истолковывались в народе не в его пользу, и его «народная молва прозвала даже „Лубянским митрополитом“». Ещё ранее, в мае 1924 года, бывший обер-прокурор и ближайший сподвижник патриарха Тихона Александр Самарин в письме руководству РПЦЗ утверждал, что введение такого запятнавшего себя сотрудничеством с ГПУ человека, как Серафим, было нужно для дискредитации патриарха Тихона: «Патриарху были указаны лица, которых желали бы видеть его ближайшими сотрудниками. Это — СЕРАФИМ, арх[иепископ] Тверской (Александров), которого Вы, конечно, помните по Собору, и прот[оиерей] В. П. Виноградов, профессор Московской Духовной Академии. Вся Москва убеждена, что эти два лица являются тайными агентами ГПУ и проводниками всех его замыслов в Патриаршем управлении. Их близость с Тучковым, главным следователем по церковным делам в ГПУ, их постоянные визиты к Тучкову и таинственные совещания с ним, их поведение в Патриаршем управлении подтверждают это. <…> К сожалению, подобные случаи у нас нередки. ГПУ достигает таких результатов очень простыми приемами: человека хватают, томят его месяцами в тюрьме, выматывают ему всю душу допросами и угрозами и, наконец, предлагают свободу под условием сотрудничества. И многие против этого искушения не могут устоять. Арх[иепископ] СЕРАФИМ и прот[оиерей] ВИНОГРАДОВ в свое время много пострадали и, вероятно, купили свою свободу и безопасность подобными обещаниями. Так как всякое лицо, которое Патриарх пожелал бы ввести в свое управление вопреки желанию ГПУ, немедленно было бы арестовано, ему поневоле пришлось вести об этих назначениях предварительные переговоры с Тучковым».
С 24 марта 1924 года — митрополит Тверской и Кашинский. 21 декабря 1925 года был арестован в Твери, но вскоре отпущен.
С 18 мая 1927 года — постоянный член Временного патриаршего Священного синода при митрополите Сергии (до «самоликвидации» в мае 1935 года).
С 15 июня 1928 года — митрополит Саратовский.
С 11 августа 1933 года — митрополит Казанский и Свияжский.
В 1933—1934 годы вёл работу по фиксации изменений в среде архиереев; датируемый 1934 года список обладает значительной полнотой: не упомянуты пять православных российских епископов: Памфил (Лясковский), Августин (Беляев), Дамаскин (Цедрик), Стефан (Адриашенко), Василий (Беляев), причём последний, скорее всего, по причине смерти. Примечательно, что в «Список» включены «непоминающие» епископы, в том числе и настроенные очень радикально, отрицавшие благодатность совершаемых в «сергиевской» Церкви таинств, при этом в «Списке» отсутствуют находившиеся в расколе обновленцы и григориане, даже поставленные до уклонения в раскол. Отсюда следует, что создатели списка, несмотря на запрещения в отношении «отделившихся», де-факто признавали их полноценными, благодатными архиереями, в отличие от григориан и обновленцев. Такого понимания и сейчас придерживается Русская православная церковь.
26 декабря 1935 года награждён правом преднесения креста за богослужением.
15 ноября 1936 года уволен на покой.
20 ноября 1936 года арестован в архиерейской квартире. 27 февраля 1937 года постановлением Особого совещания НКВД за содействие ранее репрессированным священникам приговорён к 3 годам ссылки в Северный Казахстан, где его поселили в городе Кустанае. 26 ноября 1937 года постановлением тройки УНКВД по Северо-Казахстанской области за «антисоветскую агитацию» приговорён к расстрелу и 2 декабря расстрелян на территории нынешней Кокшетауской и Акмолинской епархии.
Реабилитирован в 1989 году.

## Известные адреса
- Казань, улица Калинина, дом 66, кв. 1[7].

## Сочинения
- Выступления на съезде Челябинского викариатства // ГАРФ. Ф. 3431. Оп. 1. Д. 554. Л. 34-36а.
- Письмо к В. Г. Рубцову // Тверской центр документации новейшей истории. Ф. 7849. Д. 8083-с. Л. 9.
- Послания пастве // ГА Волгоградской обл. Ф. Р-3083. Оп. 1. Д. 21-22.
- Катехизические поучения на Символ веры — в ограждение чад Православной Церкви от раскольнического суемудрия. — К., 1898.
- О клятвах соборов 1656, 1666—1667 годов и единоверии. — Самара, 1900.
- О посланничестве митрополита Амвросия. — СПб., 1902.
- Критический разбор раскольничьего сочинения Усова. — СПб., 1904.
- К вопросу о единоличном рукоположении. — Самара, 1904.
- О таинстве покаяния. — СПб., 1905.
- Об епитимьях. — СПб., 1906.
- К вопросу о так называемой Белокриницкой иерархии. Самара, 1906.
- Речи // и протоколы заседаний высочайше учрежденного Предсоборного присутствия (1906 г.). Т. 1-4. — СПб., 1906—1907; М., 2014.
- К вопросу об «австрийском» или «белокриницком» священстве // Самарские епархиальные ведомости. 1906. — № 24.
- К нашей полемике с старообрядцами // Самарские епархиальные ведомости. 1907. — № 20.
- Примирение окружников с противуокружниками; Извлечение из отчета о состоянии раскола в епархии; Какие ереси, по указанию старопечатанных книг, содержат беспоповцы?; Вниманию духовенства Самарской епархии // Самарские епархиальные ведомости. 1908. — № 6/7. — С. 13, 17, 24.
- Очерки новейшей полемики с расколом старообрядчества. — СПб., 1911.
- Исправление книг в XVII столетии. — Оренбург, 1911.
- К вопросу о мерах борьбы с хлыстовщиной; Присоединение к православию старообрядческого священника; К нашей полемике со старообрядцами; Миссионерские курсы в Челябинске; Миссионерские беседы в г. Оренбурге и ст. Сакмарской // Оренбургские епархиальные ведомости. 1911. — № 1, 5, 42, 46; 1912. — № 8.
- О церкви Христовой (Против беспоповства). — СПб., 1912.
- Беседы о «персидских мощах» у старообрядцев, приемлющих белокриницкое священство. — Оренбург, 1913.
- «Австрийское священство». — Оренбург, 1913.
- Речь на панихиде // Оренбургские епархиальные ведомости. № 40/41. — С. 749—752.
- Речь при наречении во епископа // Церковные ведомости. Приб. 1915. — № 3.
- Слова // Оренбургские епархиальные ведомости. 1915. — № 16, 31/32, 35/39.
- Речь при открытии Земского собрания // Оренбургские епархиальные ведомости. Прил. 1916. — № 13.
- Опровержение воззвания обновленческого Синода // Следственное дело Патриарха Тихона. — М., 2000. — С. 772—779.
- Телеграмма М. В. Родзянко // Российское духовенство и свержение монархии в 1917 году. — М., 2008. — С. 232.
- Письмо архиепископов Серафима (Александрова) и Тихона (Оболенского) на имя Патриарха Тихона об отношении к Зарубежному ВЦУ" // Новые документы по истории взаимоотношений между Патриархом Тихоном и Карловацким Синодом // Вестник ПСТГУ II, 2008 вып. II: 3(28). стр. 122—124